# Anaxyrus fowleri
Anaxyrus fowleri es una especie de anfibio anuro de la familia Bufonidae.

## Distribución geográfica
Esta especie se encuentra en el centro-este de América del Norte en:
- la costa norte del lago Erie en Ontario, Canadá;
- el este de los Estados Unidos en el sur de New Hampshire, el sur de Vermont, Massachusetts, Connecticut, Estado de Nueva York, Nueva Jersey, Pensilvania, Maryland, Delaware, Distrito de Columbia, Virginia, Virginia Occidental, Carolina del Norte, Carolina del Sur, Georgia, Noroeste de Florida, Tennessee, Kentucky, Alabama, Mississippi, Luisiana, Arkansas, este de Texas, este de Oklahoma, Missouri, sureste de Iowa, Illinois, Indiana, Ohio y Michigan.[5]

Esta especie vive preferiblemente en lugares abiertos, con poca vegetación. Se encuentra en campos, jardines, playas y dunas de arena.

## Etimología
Esta especie lleva el nombre en honor a Samuel Page Fowler (1799-1844).

## Galería

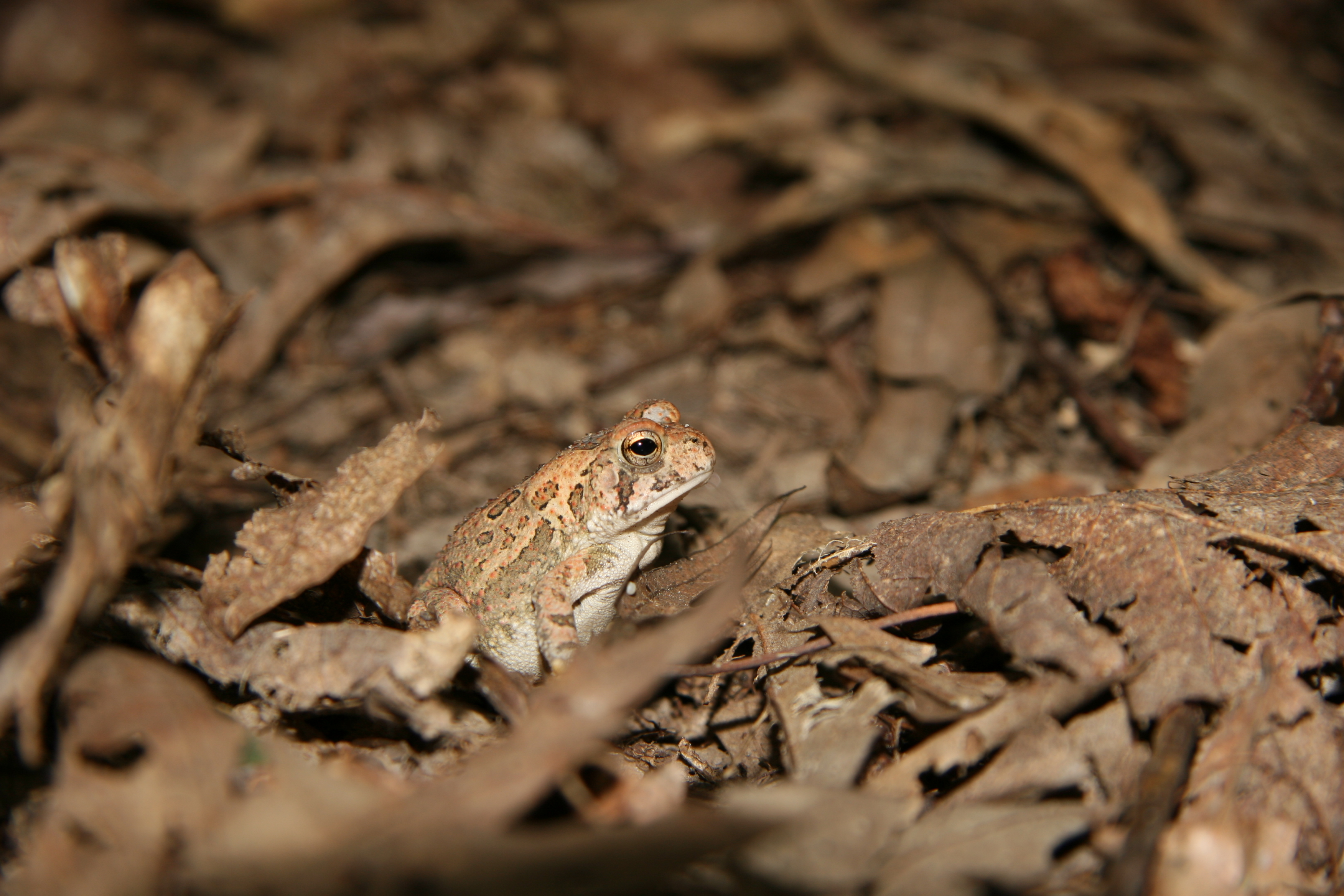
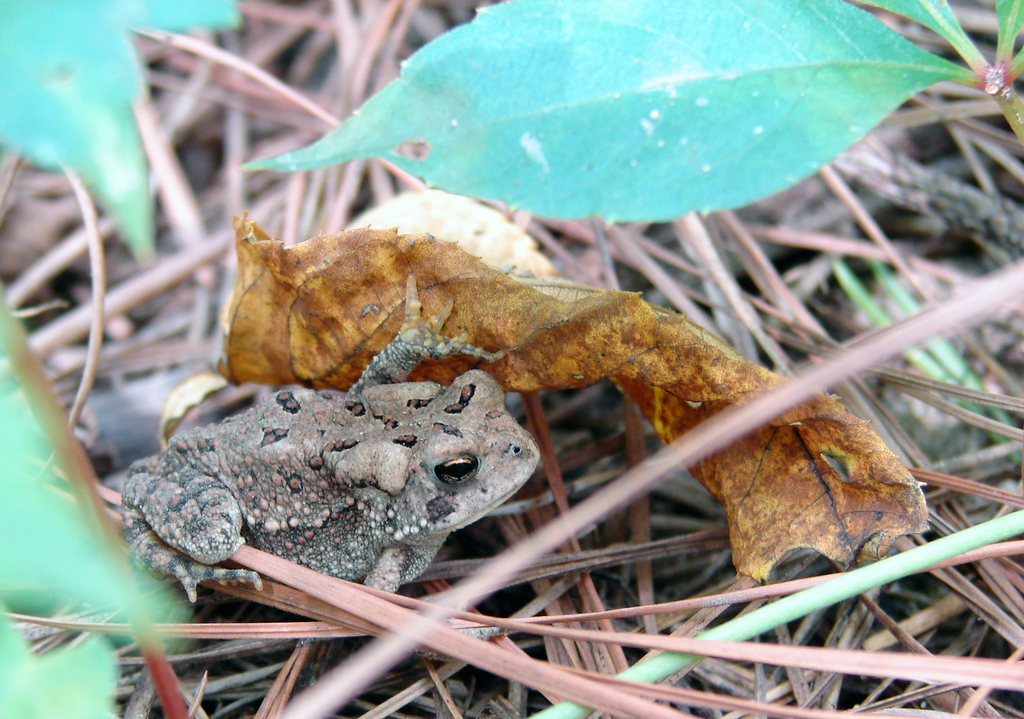
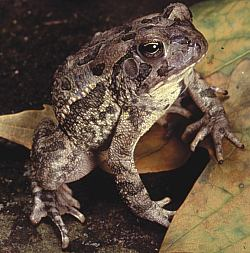
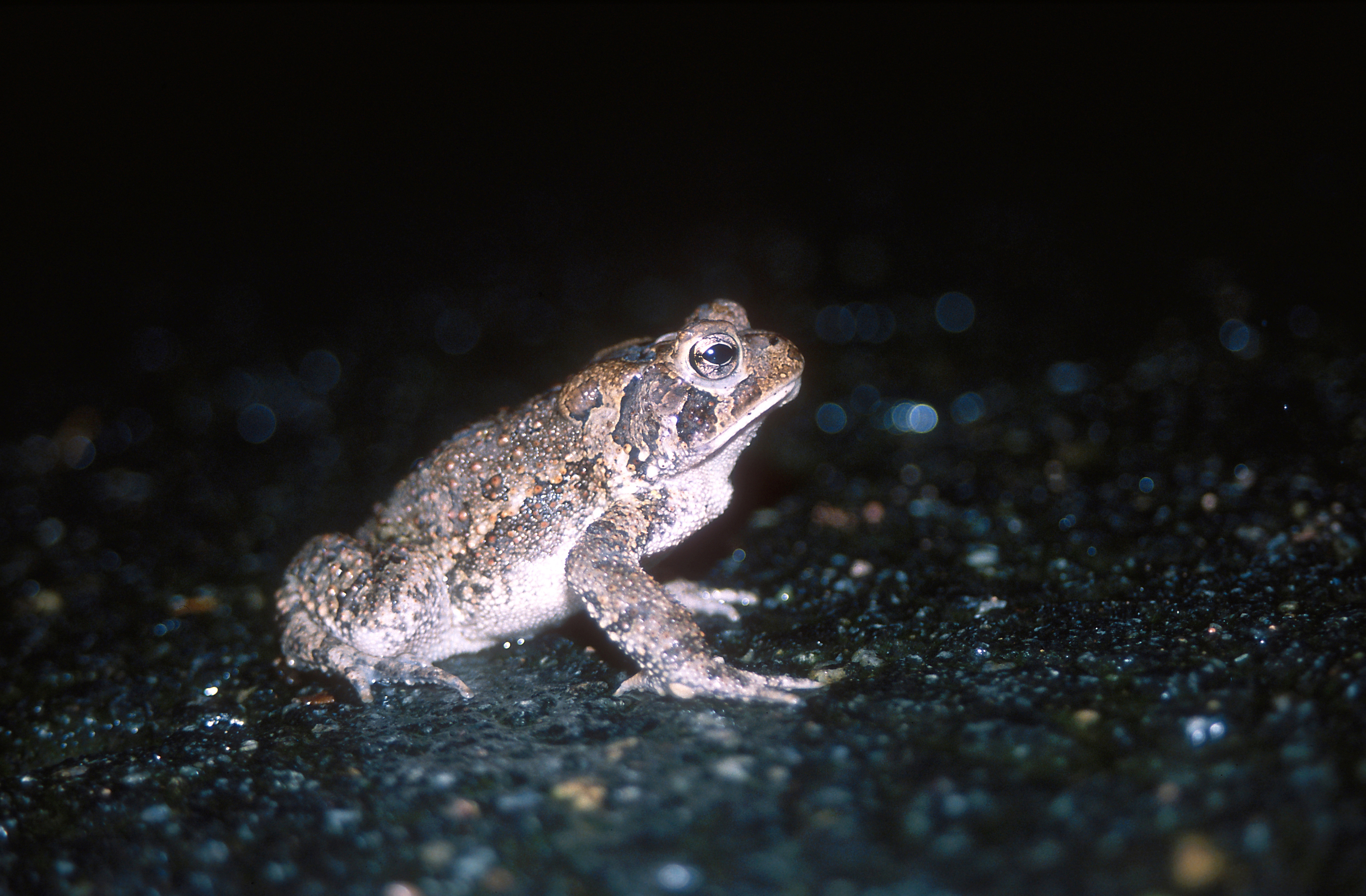

## Publicación original
- Hinckley, 1882: On some differences in the mouth structure of tadpoles of the anourous batrachians found in Milton, Mass. Proceedings of the Boston Society of Natural History, vol. 21, p. 307-315[6]